# The Elder Scrolls Online: Morrowind
The Elder Scrolls Online: Morrowind — дополнение для MMORPG The Elder Scrolls Online, разработанное ZeniMax Online Studios и выпущенное компанией Bethesda Softworks 6 июня 2017 года на ПК (под управлением Microsoft Windows или macOS), Xbox One и PlayStation 4. 
Дополнение добавило в игру новую игровую зону — остров Вварденфелл, на котором также разворачивались события игры The Elder Scrolls III: Morrowind. Поскольку события The Elder Scrolls Online проходят за семь веков до TES III, между двумя версиями Вварденфелла есть ряд различий, в частности, многие города из третьей части игры ещё не заложены или находятся на этапе строительства. Помимо этого дополнение принесло в TESO новый игровой класс «хранитель» и быстрый PvP-режим «поля сражений».
Morrowind является первой главой The Elder Scrolls Online, а также началом сюжетной ветки «Даэдрическая война», которая в дальнейшем была продолжена в дополнении Clockwork City и главе Summerset. История дополнения выстроена вокруг бога Вивека, который начал терять свои божественные силы. Игрок должен помочь божеству в расследовании этого феномена и борьбе с его причинами. Прохождение главы занимает около 30 часов, предварительное прохождение оригинального сюжета The Elder Scrolls Online не требуется.
Глава получила в целом положительные отзывы критиков. Критики отмечали ностальгические чувства, которые вызывает возвращение на Вварденфелл, а также положительно отзывались о сюжете дополнения и квестах. Новый класс и игровой режим получили смешанные отзывы.

## Изменения в игровом процессе
Дополнение добавило в The Elder Scrolls Online новую локацию — остров Вварденфелл, на котором разворачивались события третьей части основной серии, The Elder Scrolls III: Morrowind. На момент выхода Вварденфелл был самой большой локацией, добавленной после выпуска игры — она примерно на 40 % больше Ротгара, добавленного в дополнении Orsinium, хотя и меньше некоторых локаций оригинальной игры, в частности, Сиродила.
Игрок может начать прохождение The Elder Scrolls Online сразу с главы Morrowind, не проходя оригинальную игру; при этом для опытных высокоуровневых игроков прохождение будет сложнее благодаря системе уравнивания, введённой в обновлении One Tamriel. Для новых игроков дополнение добавило в игру переработанный пролог, в котором главный герой приплывает на остров Вварденфелл на корабле, однако терпит кораблекрушение и попадает в плен к работорговцам. Этот пролог значительно короче вступительного квеста оригинальной игры, его прохождение занимает около 10 минут. Полное прохождение дополнения занимает около 30 часов.
Поскольку события The Elder Scrolls Online разворачиваются примерно за 700 лет до The Elder Scrolls III: Morrowind, некоторые объекты были изменены по сравнению с третьей игрой серии. Красная гора в центре Вварденфелла является практически спящим вулканом, а потому Призрачные врата ещё не были построены; некоторые города, присутствовавшие в TES III, до сих пор строятся (так, в Вивеке готовы только три квартала, на месте остальных находятся строительные леса); а некоторые — такие, как Альд’рун — едва были заложены. Луна Баар Дау, парящая над городом Вивек, присутствует и в дополнении, однако не заселена и постепенно падает на землю. Некоторые из локаций оригинальной игры, такие как Дагот-Ур и Шигорад, присутствуют на острове, но недоступны для посещения. Музыкальные темы, звучащие на Вварденфелле, являются переработанными композициями из The Elder Scrolls III.
Остров сохранил большую часть природы и фауны оригинальной игры, за небольшими исключениями — так, летающие скальные наездники (англ. Cliff Racer) были заменены на ползающих скальных странников (англ. Cliff Strider). Островом управляют три великих дома, которые находятся в состоянии холодной войны и мешают друг другу обрести власть с помощью Мораг Тонг — гильдии наёмных убийц. Также на острове находятся поселения кочевых племён эшлендеров. Силтстрайдеры, служившие средством перемещения в TES III, так же были добавлены в TESO и выполняют ту же роль.
Morrowind впервые с выпуска The Elder Scrolls Online добавил в игру новый, пятый класс — хранителя (англ. Warden), сочетающего в себе черты следопыта и друида, который может призывать на помощь различных зверей, в том числе рой пчёл, скального наездника и, с помощью ультимативной способности, медведя, который будет следовать за персонажем неограниченное время и принимать на себя удары в бою. В зависимости от прокачки, хранитель может стать хорошим танком, лекарем или бойцом дальнего боя. Игроки, создавшие персонажа нового класса, смогут проходить им как дополнение, так и оригинальную игру.
Также дополнение добавило в игру новый игровой PvP-режим — поля сражений (англ. Battlegrounds), в котором три команды по 4 человека в каждой сражаются на арене. С дополнением было выпущено три различные арены для полей сражений, а также три режима игры для них — захват точек, захват флага и бой насмерть. Система очков героя, дающая персонажу бонусы при дальнейшей прокачке после достижения максимального уровня, в рамках полей сражений отключена. Поля сражений задумывались как менее серьёзный режим, чем уже существовавшая в игре PvP-зона Сиродил: средняя продолжительность одного матча составляет около 15 минут, а команды могут быть сформированы из любых игроков, независимо от их альянса. Игроки попадают на поля сражений через специальную очередь, причём возможности выбрать карту или желаемый игровой режим нет.
Помимо прочего, в игру были добавлены два новых групповых подземелья и новое испытание, рассчитанное на группу из 12 человек, выполненное в стилистике Заводного города, а также большое количество нового снаряжения, в том числе добываемого на Полях сражений. Одновременно с дополнением был выпущен баланс-патч, который, в частности, сделал удары из невидимости менее эффективными и снизил скорость восстановления маны и выносливости.

## Сюжет
Сюжет дополнения Morrowind разворачивается примерно за 700 лет до событий игры The Elder Scrolls III: Morrowind. Прибыв на остров Вварденфелл, главный герой встречает служителей Трибунала — религии тёмных эльфов (данмеров), заменившей собой поклонение принцам даэдра. Во время разговора с ними в одну из служителиц вселяется даэдрическая владычица Азура и произносит пророчество о близящемся к острову зле, остановить которое предначертано протагонисту. Согласившись помочь, герой отправляется к Вивеку — одному из трёх живых богов Трибунала. Вивек рассказывает о том, что его божественная сила начинает иссякать, и просит протагониста расследовать этот феномен.
Главный герой отправляется к магу Барилзару — ученику Сота Сила, другого бога Трибунала. Барилзар рассказывает об изобретении своего учителя, с помощью которого можно перенаправлять божественную силу и использовать её в своих целях. Пройдя по другой зацепке, протагонист встречает эшлендерку Серин, находящуюся в поисках своего брата Чодалы. Вместе с ней герой узнает, что Чодала завладел неизвестным магическим артефактом, дарующим ему неуязвимость, заключил союз с враждебно настроенным племенем Красных Изганников и провозгласил себя Нереварином — реинкарнацией Неревара, легендарного героя данмеров. Главному герою удается доказать, что Чодала не является истинным Нереварином, а позже, при помощи Серин и изобретения Барилзара, — обойти защиту артефакта и остановить самозванца. Артефактом оказывается посох Сота Сила — Сунна’ра.
Вернувшись обратно к Вивеку, главный герой передаёт посох его слуге, архиканонику Тарвусу, чтобы тот вернул божественную силу её обладателю. В ходе проведения ритуала выясняется, что реальный Тарвус погиб некоторое время назад, а его облик принял даэдра-оборотень Барбас, слуга даэдрического принца Клавикуса Вайла, который по собственной инициативе решил помочь своему господину выполнить некий план. Вместо помощи Вивеку, даэдра вытягивает из бога ещё больше сил, что позволяет Барбасу проникнуть в Заводной город — владение Сота Сила. Истощение Вивека приводит сразу к двум катаклизмам — луна Баар Дау, гигантский метеорит, прежде удерживаемый в воздухе силой Вивека, начинает падать на город, а Красная гора, центральный вулкан острова, начинает извергаться, что в совокупности угрожает жизням всех жителей Вварденфелла. Главный герой отправляется в Заводной город вслед за Барбасом, где вступает с ним в бой и одерживает верх. Вернувшись на Вварденфелл, протагонист возвращает силу Вивеку, которому удаётся предотвратить катаклизмы. Вивек награждает протагониста за службу, а Клавикус Вайл, узнавший местонахождение Заводного города, начинает готовиться ко вторжению во владения Сота Сила.
С дополнения The Elder Scrolls Online: Morrowind началась сюжетная арка «Даэдрическая война», которая в дальнейшем была продолжена в дополнениях Clockwork City и Summerset.

## Разработка и выпуск
Глава The Elder Scrolls Online: Morrowind была анонсирована 31 января 2017 года в рамках интернет-трансляции Bethesda, выпуск дополнения на ПК, PlayStation 4 и Xbox One был назначен на 6 июня того же года. К этому моменту среди фанатов уже ходили слухи о разработке дополнения: в начале января датамайнеры нашли в ресурсах игры карту Вварденфелла, уникальные ассеты для городов Вивек и Сейда Нин, а также новые объекты для данмерских крепостей, двемерских руин и городов в стилях домов Редоран, Телванни и Хлаалу; в обсуждении, начавшемся после публикации ресурсов, фанаты отметили, что в 2017 году исполняется 15 лет игре The Elder Scrolls III: Morrowind, что является хорошим моментом для выпуска тематического дополнения. Ландшафт Вварденфелла был создан с опорой на карту высот из The Elder Scrolls III. По словам Рича Ламберта, креативного директора проекта, разработчики хотели создать не просто дополнение в привычном смысле этого слова, а новую самостоятельную точку входа в мир The Elder Scrolls Online, в соответствии философии One Tamriel: «история, которую мы написали, и контент, который у нас есть, самодостаточны».
22 мая 2017 года открылся ранний доступ к полной версии дополнения для игроков, предзаказавших цифровую или коллеционную физическую версию игры на ПК или Mac. Полноценный выпуск игры на всех платформах прошёл 6 июня 2017 года.
21 мая 2018 года, после выпуска главы Summerset, игровой режим «Поля сражений» был перенесён в базовую игру и стал доступен всем игрокам; в дальнейшем дополнение стало продаваться вместе с базовой игрой — игроки, покупавшие The Elder Scrolls Online, автоматически получали доступ и к главе Morrowind. 6 апреля 2022 года ZeniMax Online Studios сделали дополнение Morrowind бесплатным, чтобы игроки могли свободно пройти пролог к дополнению High Isle; любой игрок мог получить доступ к острову Вварденфелл и испытанию «Залы фабрикации», однако класс хранителя по-прежнему оставался платным.

## Критика
| Сводный рейтинг       | Сводный рейтинг                        |
| Агрегатор             | Оценка                                 |
| --------------------- | -------------------------------------- |
| GameRankings          | 75,73 %                                |
| Metacritic            | (PC) 77/100 (PS4) 75/100 (XONE) 76/100 |
| Иноязычные издания    |                                        |
| Издание               | Оценка                                 |
| Destructoid           | 7/10                                   |
| GameStar              | 88/100                                 |
| IGN                   | 8/10                                   |
| PC Gamer (US)         | 75/100                                 |
| Русскоязычные издания |                                        |
| Издание               | Оценка                                 |
| «Игромания»           | 7/10                                   |
| «Игры Mail.ru»        | 8/10                                   |

Глава Morrowind получила в целом положительные отзывы критиков. По данным агрегатора рецензий Metacritic, средний балл дополнения составляет 77 из 100 на основе 32 рецензий для персонального компьютера, 75 из 100 на основе 15 рецензий для PlayStation 4 и 76 из 100 на основе 7 рецензий для Xbox One. Множество рецензентов отмечало сильные ностальгические чувства, вызванные возвращением на Вварденфелл, который при этом посчитали достаточно добротно сделанным, чтобы его было интересно исследовать и новичкам. Повествование и сюжет также получили очень высокие оценки. Аналогично критики высоко оценили квесты, хотя некоторые отмечали, что это является скорее заслугой сценаристов, чем геймдизайнеров.
Нововведённый класс хранителя получил смешанные оценки. С одной стороны, критики отмечали его универсальность и эффективность, а также удачный графический дизайн, позволяющий легко определить прокачку другого игрока по визуальному стилю его способностей. С другой стороны, они посчитали, что класс не предлагает принципиально нового опыта по сравнению с уже существующими в игре: например, его уникальная способность, призыв медведя, работает так же, как призыв грозового атронарха у чародея. Кроме того, объектом критики стала невозможность управлять призванным медведем, поскольку это делает его практически бесполезным в групповых сражениях.
Режим полей сражений критики посчитали весёлым, однако PC Gamer отметил, что он не способен задержать игрока на сотни часов, а IGN покритиковал серьёзные проблемы с балансировкой команд.
Джозеф Брэдфорд в рецензии для сайта IGN поставил оценил дополнение в 8 баллов из 10, заключив: «The Elder Scrolls Online: Morrowind извлекает из Вварденфелла всё возможное, а класс хранителя — это отличный способ исследовать его». Мэттью Сакураока-Гилман из PC Gamer похвалил дополнение за большое количество отсылок, рассчитанных на ветеранов The Elder Scrolls, которые при этом не выглядят явным фансервисом. Положительно оценив качество повествования и возможность пройти дополнение в одиночку, он поставил главе оценку 75/100, отметив, что игра не раскрывает преимуществ MMO: «такое чувство, что Morrowind является MMO в силу обстоятельств, а не по задумке». Крис Картер из Destructoid оценил дополнение в 7 из 10, отметив, что отсылки для фанатов TES не всегда работают, поскольку «часто повествование и подача выглядят плоско», но заключив, что дополнение «сделано достойно и точно найдёт свою аудиторию. Здесь есть несколько сложноигнорируемых недостатков, но играть весело». Светлана Нелипа из «Игромании» похвалила главу за квесты и сюжет, однако отметила очень низкую сложность и посчитала, что прохождение локаций оригинальной игры после Вварденфелла будет «ещё скучнее, чем раньше». Она поставила дополнению оценку 7/10, заключив: «Вварденфелл, конечно, скопирован, и довольно тщательно. Но вот унылым и бездуховным это его совершенно не делает».
По данным Bethesda, озвученным на презентации Electronic Entertainment Expo 2017, выход дополнения Morrowind был очень хорошо принят игроками и стримерами, а количество игроков превысило десять миллионов.

## Комментарии
1. ↑  В The Elder Scrolls Online используется термин «глава» (англ. Chapter) вместо «расширение» (англ. Expansion) для обозначения крупных дополнений[1][2].